# Arquidiócesis de Cebú
La arquidiócesis de Cebú o del Santísimo Nombre de Jesús de Cebú (en latín: Archidioecesis Nominis Iesu o Caebuana, en inglés: Roman Catholic Archdiocese of Cebu y en cebuano: Arkidiyosesis sa Labing Balaan nga Ngalan ni Jesus sa Sugbo) es una circunscripción eclesiástica de la Iglesia católica en Filipinas. Se trata de una arquidiócesis latina, sede metropolitana de la provincia eclesiástica de Cebú. Desde el 16 de julio de 2025 su arzobispo es Alberto Sy Uy.

## Territorio y organización

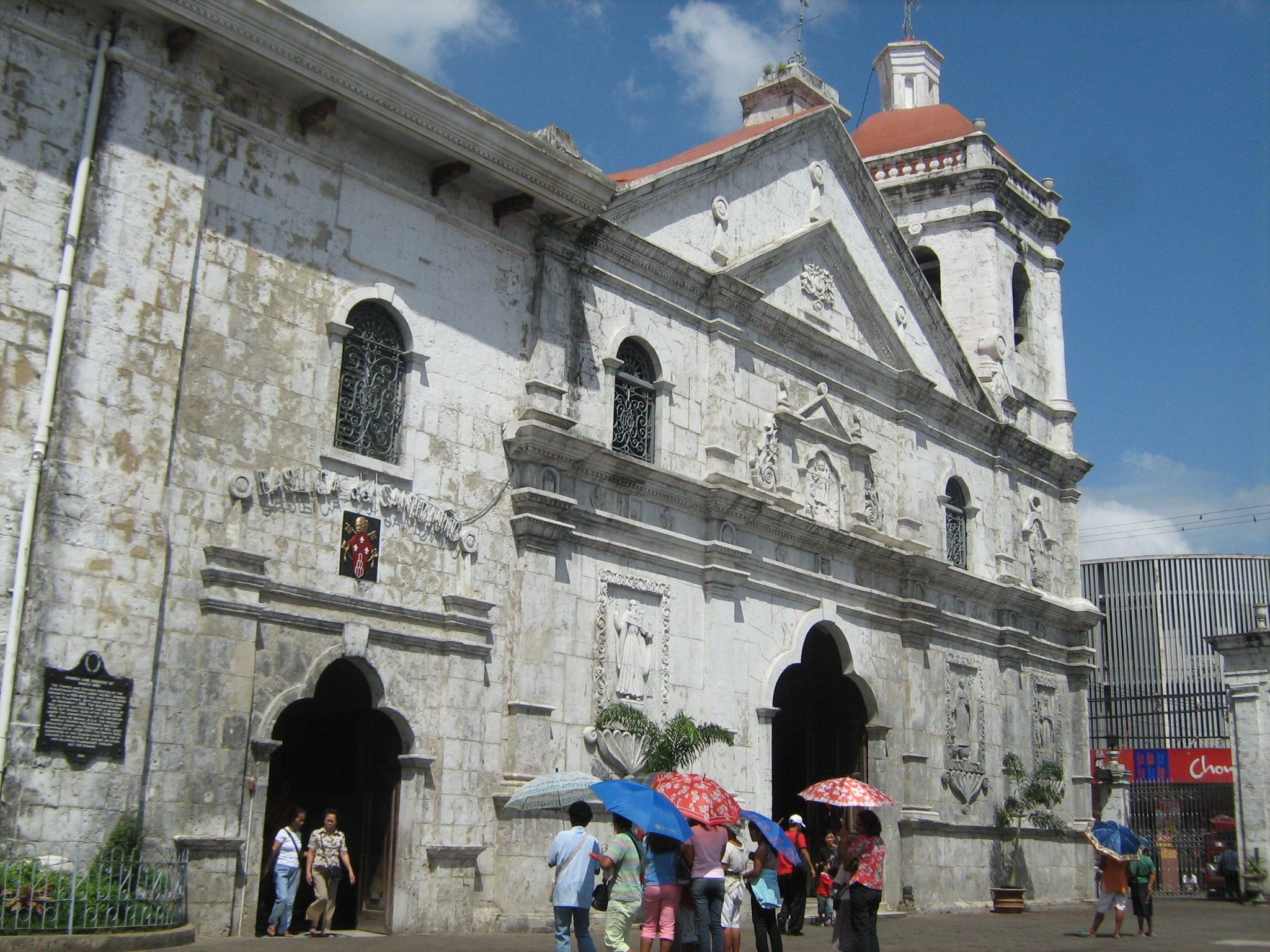
Basílica del Santo Niño

La arquidiócesis tiene 5088 km² y extiende su jurisdicción sobre los fieles católicos de rito latino residentes en la parte provincia de Cebú en la región de Bisayas Centrales.
La sede de la arquidiócesis se encuentra en la ciudad de Cebú, en donde se halla la Catedral de San Vital de Milán y de la Inmaculada Concepción y la basílica del Santo Niño, un importante destino de peregrinación y la iglesia más antigua de Filipinas (pertenece a la Orden de San Agustín).
En 2021 en la arquidiócesis existían 167 parroquias agrupadas en 22 vicariatos, a su vez agrupados en 7 distritos.
La arquidiócesis tiene como sufragáneas a las diócesis de: Dumaguete, Maasin, Tagbilaran y Talibon.

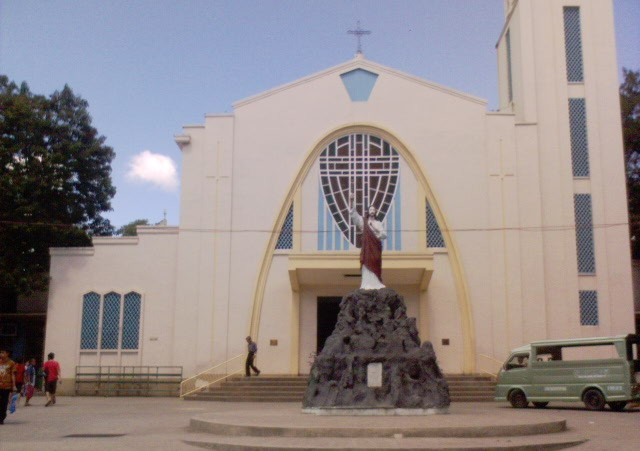
Santuario de Nuestra Señora Virgen de la Regla, en Lapu-Lapu

## Historia
La diócesis del Santísimo Nombre de Jesús de Cebú fue erigida el 14 de agosto de 1595 con la bula Super specula militantis Ecclesiae del papa Clemente VIII, obteniendo el territorio de la diócesis de Manila (hoy arquidiócesis de Manila), que al mismo tiempo fue elevada a arquidiócesis metropolitana y la diócesis de Cebú se convirtió en sufragánea.
Al formarse en base al mandato constitucional la Diputación Provincial de las Islas Filipinas esta diócesis coincidía con una de las cuatro provincias  en que se dividió el Reino de Filipinas para facilitar las elecciones de diputados:

"...La provincia de Zebú, cuya capital es la ciudad del mismo nombre, residencia del Ilustrísimo Obispo y  Alcalde Mayor de Zebú, se ha subdividido en once partidos que son:
- La jurisdicción de las siete Alcaldías Mayores de Zebú, de Calamianes, de Yloylo, de Antique, de Cápiz, de Leyte y de Carag.
- Los dos Gobiernos de Zamboanga y de Marianas.
- Los dos Corregimientos de Misamis e Isla de Negros..."

Prontuario Directivo.

El 27 de mayo de 1865 cedió una parte de su territorio para la erección de la diócesis de Jaro (hoy arquidiócesis de Jaro) mediante la bula Qui ab initio del papa Pío IX.
A finales del siglo XIX esta diócesis comprendía los distritos de Cebú, Bohol, Leyte, Marianas, Misamis, Sámar y Surigao, contándose en ella 213 entre parroquias y misiones con 1 748 872 almas. Este obispado carecía de cabildo, pero tenía su correspondiente curia eclesiástica y juzgado provisoral.
El 17 de septiembre de 1902, las islas Marianas se separaron de la arquidiócesis y constituyeron una prefectura apostólica autónoma (de la que se originó la diócesis de Chalan Kanoa) mediante el breve Quae mari sinico del papa León XIII.
El 10 de abril de 1910 cedió otras porciones de territorio para la erección de las diócesis de Calbayog y Zamboanga (hoy arquidiócesis).
El 15 de julio de 1932 cedió otra porción de territorio para la erección de la diócesis de Bacólod mediante la bula Ad Christi regnum del papa Pío XI.
El 28 de abril de 1934 la diócesis fue elevada al rango de arquidiócesis metropolitana con la bula Romanorum Pontificum del papa Pío XI.
El 8 de noviembre de 1941 cedió otra porción de territorio para la erección de la diócesis de Tagbilaran mediante la bula In sublimi Petri del papa Pío XII.

## Estadísticas
Según el Anuario Pontificio 2022 la arquidiócesis tenía a fines de 2021 un total de 4 588 435 fieles bautizados.
| Año                                                                             | Población            | Población | Población      | Sacerdotes | Sacerdotes    | Sacerdotes    | Bautizados por sacerdote | Diáconos permanentes | Religiosos | Religiosos | Parroquias |
| Año                                                                             | Bautizados católicos | Total     | % de católicos | Total      | Clero secular | Clero regular | Bautizados por sacerdote | Diáconos permanentes | Varones    | Mujeres    | Parroquias |
| ------------------------------------------------------------------------------- | -------------------- | --------- | -------------- | ---------- | ------------- | ------------- | ------------------------ | -------------------- | ---------- | ---------- | ---------- |
| 1950                                                                            | 1 112 264            | 1 122 132 | 99.1           | 134        | 74            | 60            | 8300                     |                      | 59         | 87         | 64         |
| 1958                                                                            | 1 139 000            | 1 169 081 | 97.4           | 188        | 103           | 85            | 6058                     |                      | 105        | 189        | 71         |
| 1970                                                                            | 1 733 077            | 1 810 000 | 95.8           | 268        | 138           | 130           | 6466                     |                      | 149        | 307        | 89         |
| 1980                                                                            | 1 998 209            | 2 326 000 | 85.9           | 281        | 147           | 134           | 7111                     |                      | 190        | 426        | 105        |
| 1990                                                                            | 2 285 000            | 2 570 000 | 88.9           | 331        | 193           | 138           | 6903                     |                      | 314        | 528        | 119        |
| 1999                                                                            | 2 733 290            | 3 159 648 | 86.5           | 502        | 265           | 237           | 5444                     |                      | 417        | 818        | 135        |
| 2000                                                                            | 2 787 956            | 3 222 841 | 86.5           | 501        | 275           | 226           | 5564                     |                      | 465        | 879        | 136        |
| 2001                                                                            | 2 815 836            | 3 255 070 | 86.5           | 489        | 277           | 212           | 5758                     |                      | 471        | 988        | 137        |
| 2002                                                                            | 2 843 994            | 3 287 621 | 86.5           | 569        | 283           | 286           | 4998                     |                      | 556        | 990        | 138        |
| 2003                                                                            | 2 872 434            | 3 320 497 | 86.5           | 592        | 293           | 299           | 4852                     |                      | 641        | 995        | 138        |
| 2004                                                                            | 3 268 081            | 3 652 546 | 89.5           | 589        | 299           | 290           | 5548                     |                      | 607        | 927        | 138        |
| 2006                                                                            | 3 415 000            | 3 789 000 | 90.1           | 738        | 292           | 446           | 4627                     |                      | 744        | 1020       | 137        |
| 2013                                                                            | 4 079 738            | 4 609 590 | 88.5           | 613        | 336           | 277           | 6655                     | 1                    | 1078       | 1144       | 145        |
| 2016                                                                            | 4 299 779            | 4 874 961 | 88.2           | 612        | 339           | 273           | 7025                     |                      | 1095       | 977        | 165        |
| 2019                                                                            | 4 445 125            | 5 078 760 | 87.5           | 614        | 346           | 268           | 7239                     |                      | 1071       | 1047       | 167        |
| 2021                                                                            | 4 588 435            | 5 242 499 | 87.5           | 612        | 362           | 250           | 7497                     |                      | 1053       | 1043       | 167        |
| Fuente: Catholic-Hierarchy, que a su vez toma los datos del Anuario Pontificio. |                      |           |                |            |               |               |                          |                      |            |            |            |

## Episcopologio
- Pedro de Agurto, O.S.A. † (30 de agosto de 1595-14 de octubre de 1608 falleció)
  - Sede vacante (1608-1612)
- Pedro Arce, O.S.A. † (17 de septiembre de 1612-16 de octubre de 1645 falleció)
  - Sede vacante (1645-1660)
- Juan Vélez † (26 de enero de 1660-1662 falleció)
- Juan López † (23 de abril de 1663-14 de noviembre de 1672 nombrado arzobispo de Manila)
  - Sede vacante (1672-1676)
- Diego de Aguilar, O.P. † (16 de noviembre de 1676-1 de octubre de 1692 falleció)
  - Sede vacante (1692-1697)
- Miguel Bayot, O.F.M.Disc. † (13 de mayo de 1697-28 de agosto de 1700 falleció)
  - Sede vacante (1700-1705)
- Pedro Sanz de la Vega y Landaverde, O. de M. † (26 de enero de 1705-17 de diciembre de 1717 falleció)
  - Sede vacante (1717-1722)
- Sebastián Foronda † (2 de marzo de 1722-20 de mayo de 1728 falleció)
  - Sede vacante (1728-1734)
- Manuel de Ocio y Campo † (20 de enero de 1734-21 de julio de 1737 falleció)
  - Sede vacante (1737-1740)
- Protacio Cabezas † (29 de agosto de 1740-3 de febrero de 1753 falleció)
  - Sede vacante (1753-1757)
- Miguel Lino de Ezpeleta † (18 de julio de 1757-1771 falleció)
  - Sede vacante (1771-1775)
- Mateo Joaquín Rubio de Arevalo † (13 de noviembre de 1775-1788 falleció)
  - Sede vacante (1788-1792)
- Ignacio de Salamanca † (24 de septiembre de 1792-febrero de 1802 falleció)
- Joaquín Encabo de la Virgen de Sopetrán, O.A.R. † (20 de agosto de 1804-8 de noviembre de 1818 falleció)
  - Sede vacante (1818-1825)
- Francisco Genovés, O.P. † (21 de marzo de 1825-1 de agosto de 1827 falleció)
- Santos Gómez Marañón, O.S.A. † (28 de septiembre de 1829-23 de octubre de 1840 falleció)
  - Sede vacante (1840-1846)
- Romualdo Jimeno Ballesteros, O.P. † (19 de enero de 1846-17 de marzo de 1872 falleció)
  - Sede vacante (1872-1876)
- Benito Romero, O.F.M. † (28 de enero de 1876-7 de octubre de 1885 falleció)
- Martín García y Alcocer, O.F.M. † (7 de junio de 1886-17 de julio de 1903 renunció[9])
- Thomas Augustine Hendrick † (17 de julio de 1903-29 de noviembre de 1909 falleció)
- Juan Bautista Gorordo † (2 de abril de 1910-19 de junio de 1931 renunció[10])
- Gabriel Martelino Reyes † (29 de julio de 1932-25 de agosto de 1949 nombrado arzobispo de Manila)
- Julio Rosales y Ras † (17 de diciembre de 1949-24 de agosto de 1982 retirado)
- Ricardo Jamin Vidal † (24 de agosto de 1982 por sucesión-15 de octubre de 2010 retirado)
- Jose Serofia Palma (15 de octubre de 2010-16 de julio de 2025 retirado)
- Alberto Sy Uy, por sucesión el 16 de julio de 2025